# اردنج
اردنج، روستایی است در شهرستان خوشاب استان خراسان رضوی ایران. این روستا در ۱۰۳ کیلومتری شمال شرق سبزوار واقع شده است. اردنج با ۱۷۶۰ متر ارتفاع، مرتفع ترین روستای شهرستان خوشاب است.معنای روستای اردنج بر گرفته از دو واژه (ار و دنج) میباشد که (ار) به معنای مقدس که همان امامزاده هست و (دنج) هم به معنای امن چون در قدیم مکان و پناهگاهی امن از دست غارتگران مرز همسایه بوده پس نتیجه میگیریم معنای اردنج یعنی (مقدس و امن)میباشد

## آب و هوا
این روستا آب و هوای سرد کوهستانی دارد.

## سوغات
گردو ، بادام، کشمش، انگور، خربزه، ماست چکیده(سوزمه)، کشته( الو زرد خشک) از جمله سوغات این روستا هستند.

## دین و مذهب
دین مردم اردنج اسلام و مذهب آنان تشیع است.

## اماکن مذهبی
این روستا دارای امامزاده ای به نام شازده روح الله است. همچنین این روستا دارای مسجد و حسینیه ای دو طبقه  است که ظرفیت آن حدودا  ۴۰۰ تا ۵۰۰ نفر است.

## موقعیت جغرافیایی
روستای اردنج از سمت جنوب با روستای درگاه آباد، از سمت شمال با روستای فتح آباد، از سمت شرق با روستای نشیب و از سمت غرب با روستای عنبرآباد همسایه است.

## جمعیت
این روستا در دهستان یام قرار داشته و بر اساس سرشماری سال ۱۳۸۵ جمعیت آن ۲۷۹ نفر (۵۹ خانوار)
بوده است.